# Hudblåsa

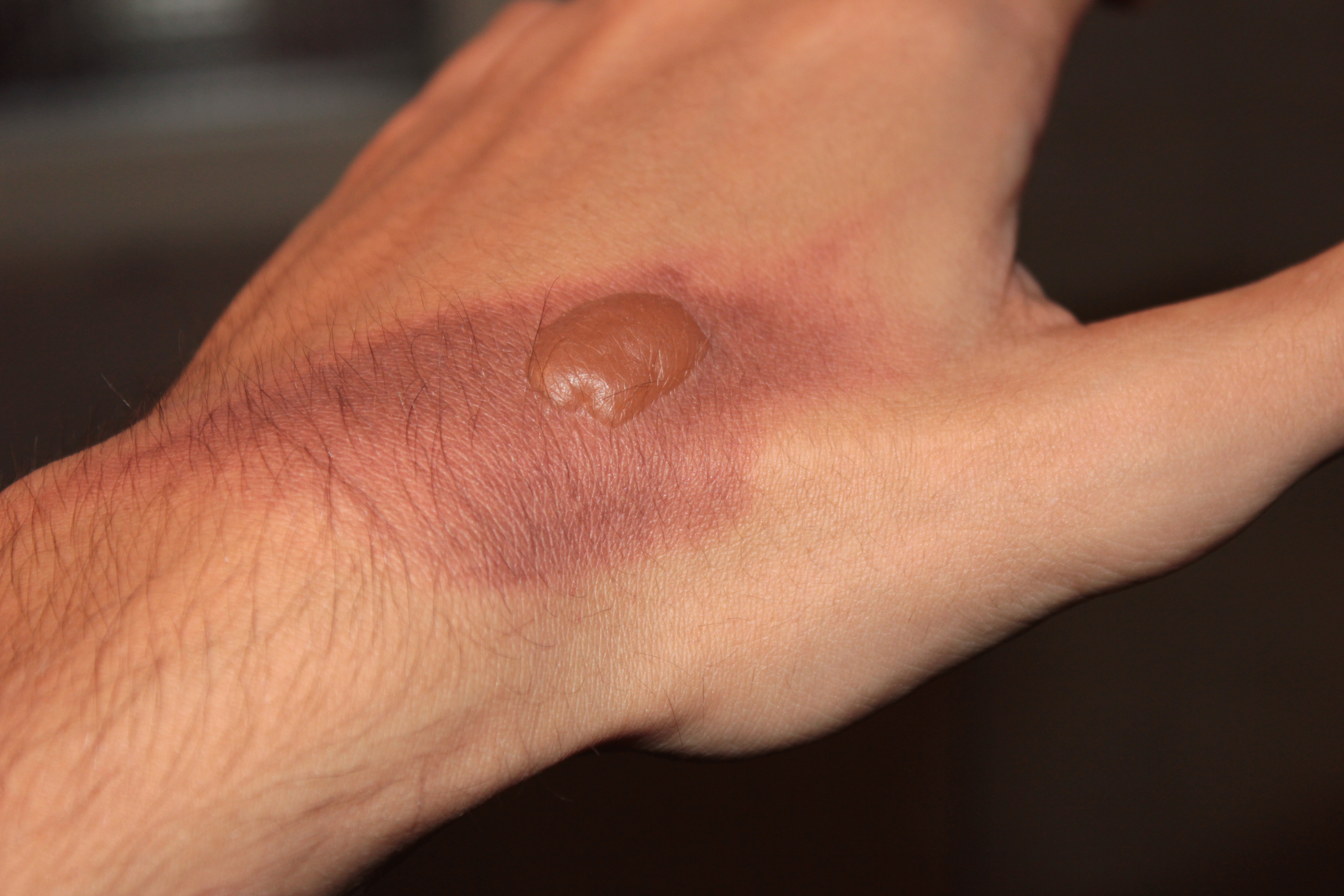
En blåsa orsakad av brännskada.

En blåsa är en liten ficka av kroppsvätska i hudens övre skikt, som typiskt orsakas av kraftig gnidning (friktion), brännskada, kyla, kemisk exponering eller infektion. De flesta blåsor är fyllda med en klar vätska. Blåsor kan emellertid fyllas med blod (blodblåsor). För att läka ordentligt ska en blåsa inte spräckas om det inte är medicinskt nödvändigt. Om man spräcker huden, bör överskjutande hud inte avlägsnas eftersom huden nedan behöver det översta lagret för att läka ordentligt.